# Herpoperasa apicata
Herpoperasa apicata là một loài bướm đêm trong họ Noctuidae.